# Elvist Ciku
Elvist Ciku (* 16. srpna 1986, Skadar) je albánský fotbalový záložník, od roku 2022 hrající nižší českou ligu za MFK Havířov.

## Klubová kariéra
Narodil se 16. srpna 1986 ve Skadaru, kde ve svých sedmi letech začal hrát fotbal v místním týmu KS Vllaznia. Když mu bylo 9 let, jeho rodina se i s ním odstěhovala do Řecka, kde pokračoval s fotbalem v týmu Peristas. V seniorském fotbale hrál v nižších ligách za kluby Peristas, Gas Svoronos a Egihiakos. V Egihiakosu se stal se 30 nastřílenými brankami nejlepším kanonýrem řecké čtvrté ligy. Roku 2007 přestoupil do třetiligového Ethnikosu.
V roce 2009 odešel do České republiky do klubu MFK OKD Karviná, kde se prosadil do základní sestavy.
V lednu 2014 byl na testech v FC Baník Ostrava.